# Franjo Smiljanić
Franjo Smiljanić (Delnice, 1. siječnja 1951. – 28. srpnja 2012.) bio je povjesničar.

## Životopis
Bio je povjesničar i sveučilišni profesor povijesti u Zadru. Diplomirao je 1976. godine studijsku grupu arheologija – povijest, q po završetku studija i ostao je raditi na Filozofskom fakultetu u Zadru do samog kraja svojeg radnog vijeka. Doktorat iz povijesnih znanosti stekao je 1990. godine. Za znanstveno-nastavno zvanje izvanrednog profesora izabran je u veljači 2011. godine. Istraživački svoj interes usmjerio je na proučavanje teritorijalno-administrativnog uređenja srednjovjekovne hrvatske države od 10 do 15. stoljeća. Pripada redu hrvatskih povjesničara koji prate dostignuća svjetske historiografije. Pažnju je usmjeravao na svjetsku historiografiju, a zanimao se i za antropologiju, sociologiju i arheologiju. Autor je više znanstvenih studija, Teritorij i granice Kninske županije u srednjem vijeku iz 1988. godine,  Nastanak i razvoj srednjovjekovnoga Knina iz 1984. godine, Teritorij i  granice Sidraške županije u  srednjem vijeku itd. Radio je kao predavač nastave  iz kolegija Hrvatska povijest u ranom novom vijeku i Povijest jugoistočne Europe u srednjem vijeku. Predavao je na poslijediplomskim, odnosno doktorskim studijima i bio mentor nekoliko doktorskih radnji.